# 豚胸膜肺炎
豚胸膜肺炎（ぶたきょうまくはいえん、英: porcine pleuropneumonia）とはActinobacillus pleuropneumoniae感染を原因とするブタの伝染性呼吸器病。症状は甚急性のものから慢性のものまで様々な呼吸器症状を引き起こす。萎縮性鼻炎、マイコプラズマ性肺炎とともにブタの三大呼吸器病に数えられる。